# Ijebu Odé
Ijebu Odé é uma Área de Governo Local e cidade localizada no Sudoeste da Nigéria, perto da rodovia A121. A cidade está localizada 110 quilômetros pela estrada norte-leste de Lagos; que fica a 100 km do Oceano Atlântico na parte oriental do estado de Ogum e possui um clima tropical quente.
Com uma população estimada de 222.653 (2007), Ijebu Odé tem 39 escolas públicas primárias, 14 escolas públicas secundárias júnior, 13 escolas públicas secundárias, 110 maternal privada aprovada e escolas primárias e 22 escolas secundárias privadas aprovadas.

é a segunda maior cidade da estado de Ogum depois de Abeocutá.
O Governante do Reino Ijebu, o obá Siquiru Caiodê Adetona é conhecido como o Aujalé de Ijebulândia reside em Ijebu Odé.

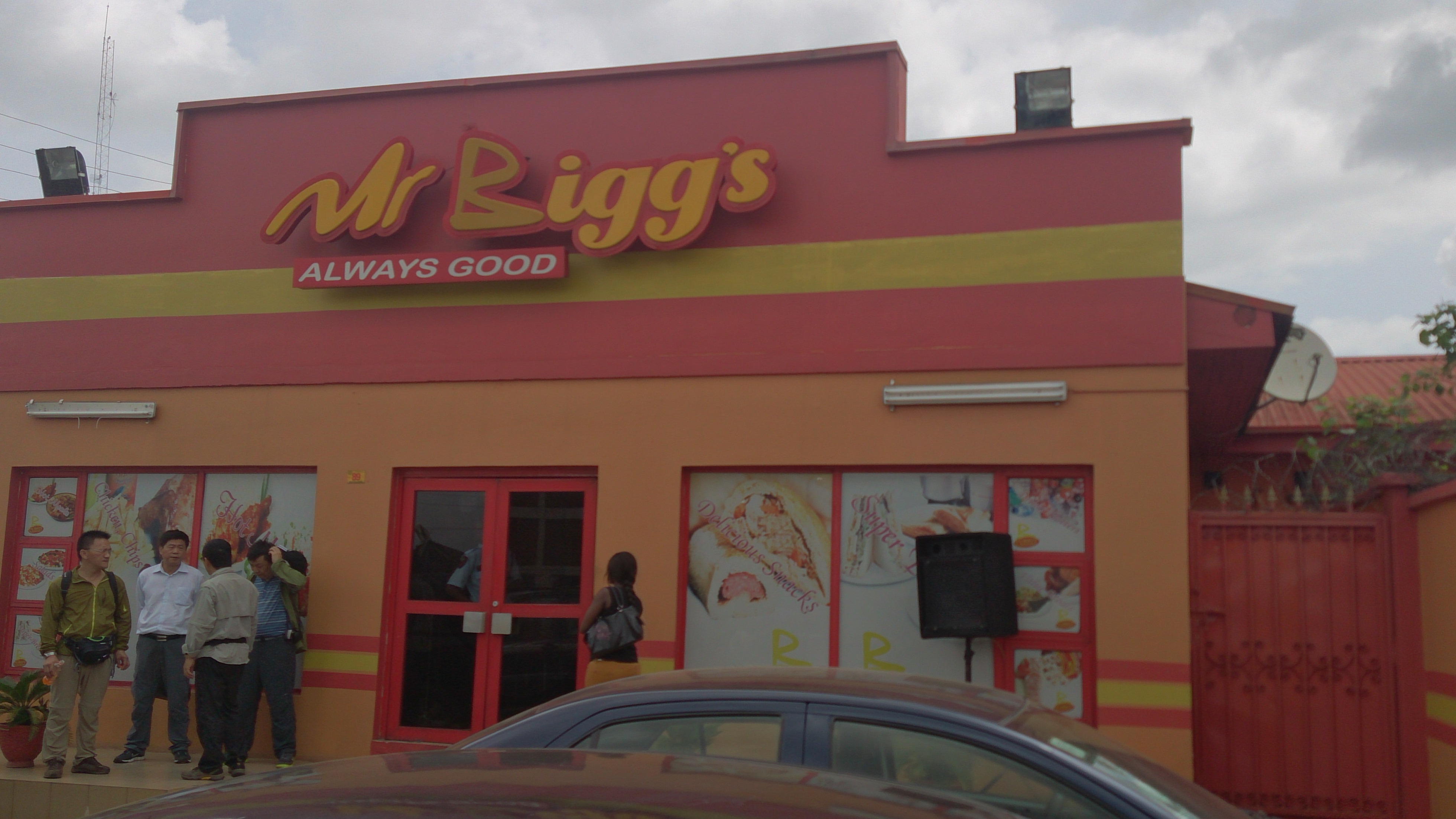
Ijebu Ode, Nigeria